# Horná Strehová
Horná Strehová (in ungherese Felsősztregova, in tedesco Oberstriegau) è un comune della Slovacchia facente parte del distretto di Veľký Krtíš, nella regione di Banská Bystrica.
Secondo la leggenda, il nome del villaggio deriva dal verbo slovacco strehnuť o strážiť, che significa fare la guardia.

## Storia
Il villaggio è citato per la prima volta nel 1493 con il nome di Ztergowa. All'epoca apparteneva ai poitenti conti Aba. Successivamente passò ai Szecsény e quindi alle Signorie di Divín e di Modrý Kameň.